# 岡崎市民球場

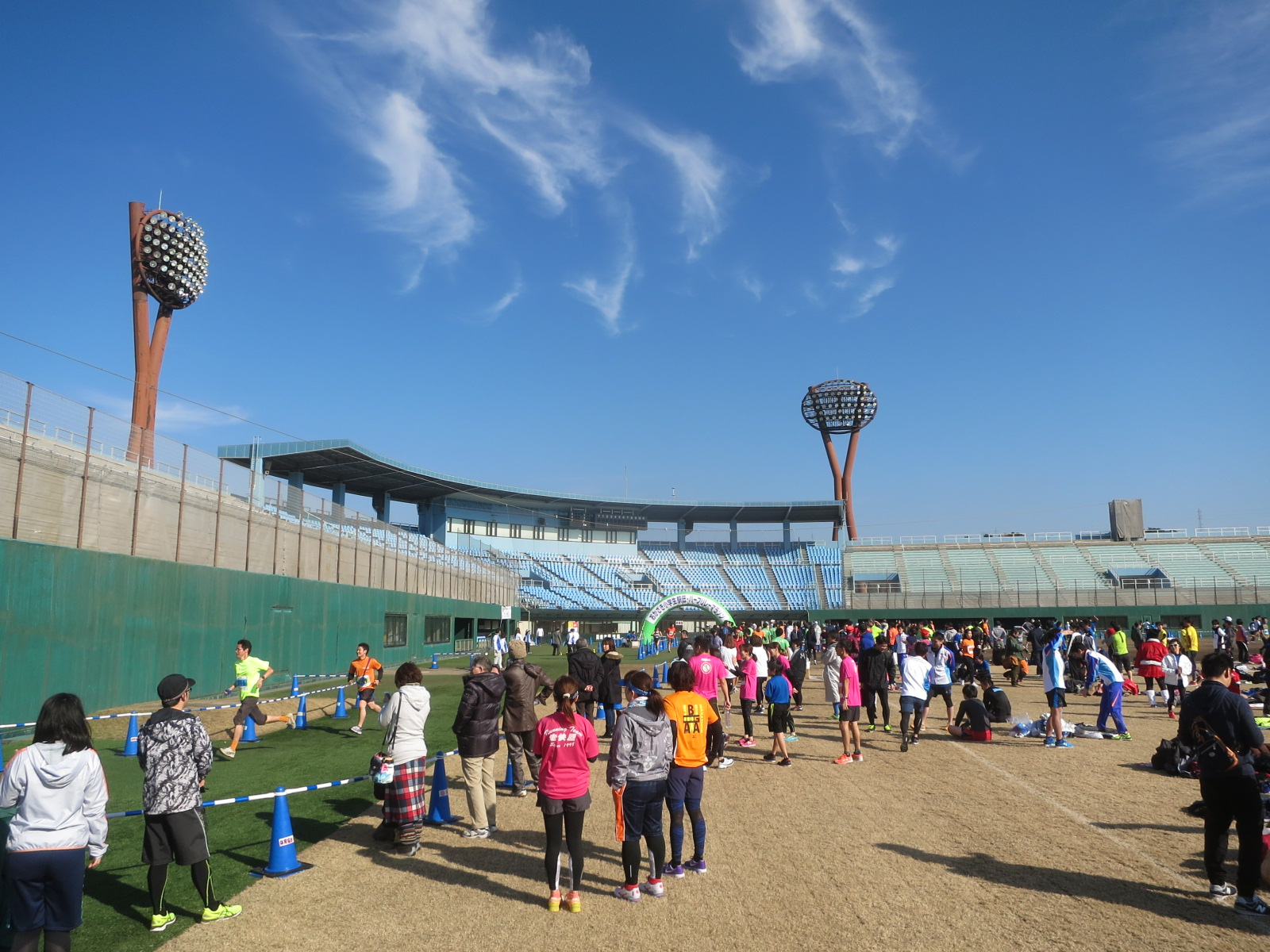
2016年（平成28年）12月撮影

岡崎市民球場（おかざきしみんきゅうじょう）は、愛知県岡崎市の岡崎中央総合公園内にある野球場。愛称は「岡崎レッドダイヤモンドスタジアム」。

## 概要
全国高等学校野球選手権愛知大会（決勝戦の会場としても使用）や、中日ドラゴンズのオープン戦および二軍戦（ウエスタン・リーグ）、愛知大学学生リーグで使用されるなど、プロ・アマ問わず実績が多い。
地方球場としては破格のグラウンド面積を誇り、特に中堅は126 mとプロ野球 (NPB) のどの本拠地球場よりも深い。しかし、収容人数の少なさや公共交通機関でのアクセス面が充分とはいえないことなどから、プロ野球の一軍公式戦開催は難しいとされている。

## 沿革
1991年3月30日、竣工。
1991年6月1日、供用開始。
2021年12月13日、岡崎市が行う『岡崎アスリート支援事業』の事業特典と、岡崎市と三菱自動車工業との間に結ばれた『スポーツ振興に関する協定』の協定に含まれていた「愛称命名権」を行使し、本球場の愛称を募集した。有効票数の中で最も多かった「岡崎レッドダイヤモンドスタジアム」を愛称として選出した。

## 施設概要
本体RC造
- 両翼：99.1m、中堅：126.0m
- 収容人数：20,000人（内野：椅子席10,000人、外野：芝生席10,000人）
- フェンス：ラバー＋ネット：2.8m
- スコアボード：電光式（3色LED表示（2008年（平成20年）以前は緑色表示））投球スピード表示あり
- フィールド：内野＝土（黒土混合土）、外野＝天然芝（ティフトン芝）
- 放送席：バックネット裏上段。県内の球場では珍しく常設の放送ブースが設置されている
- 照明塔：6基

## エピソード
特に社会人野球においては、東海地区の春季・秋季大会に加えて都市対抗野球と社会人野球日本選手権大会の東海地区2次予選の試合会場（2010年（平成22年）のみ全国大会第1ステージ・東海大会の会場にもなった。本来は2011年（平成23年）も同様に行う予定だったが中止となり、2012年（平成24年）以後は大阪ドーム（京セラドーム大阪）1箇所だけで全日程を行うことが決まったため、当地での日本選手権開催はこの1回限りで終わりとなった）となることから、東海地区のアマ野球の総本山ともいえる存在になっている。

## プロ野球オープン戦の成績
2008年（平成20年）3月11日（火）
中日 3 - 0 西武・観客人数：5380人
2013年（平成25年）3月19日（火）
中日 2 - 7 オリックス・観客人数：4483人
2017年（平成29年）3月8日（水）
中日 4x - 3 読売ジャイアンツ・観客人数：8149人
2024年（令和6年）3月19日（火）
中日  3 - 2 楽天・観客人数：8883人

## アクセス
自動車の場合は、東名高速道路岡崎インターチェンジからすぐ。鉄道の場合は、名鉄名古屋本線・東岡崎駅より名鉄バスで総合公園行きの路線バスがある。ただし、通常は1時間に1本しかなく、オープン戦、高校野球の試合開催時は、乗客の動向を判断してからでないと増発は行わない。タクシーでは東岡崎駅から約20分で2000円程度、名鉄名古屋本線・美合駅から1500円程度。